# Маркявичюс, Казис
Казис Маркявичюс (Меркис) (лит. Kazys Markevičius (Merkis); 28 января 1905, Либава, Курляндская губерния — 21 августа 1980, Бостон) — литовский спортсмен, выступавший в боксе на летних Олимпийских играх в Амстердаме. Позже эмигрировал в США, где добился определённых успехов в шахматах.

## Биография
Казис Маркявичюс родился 28 января 1905 года в городе Либава Курляндской губернии Российской империи.
С юных лет был разносторонним спортсменом, занимался боксом, борьбой, стрельбой, велоспортом.
Представлял на международном уровне Союз велосипедистов Литвы, дважды выигрывал командные гонки на 70 км (1924, 1925). Пятикратный чемпион литовского национального первенства по боксу (1926, 1927, 1930—1932), победитель национального первенства по стрельбе из малокалиберной винтовки на 20 метров (1925), двукратный бронзовый призёр чемпионатов Литвы по греко-римской борьбе (1925, 1926).
Наибольшую известность как спортсмен получил в 1928 году, когда вошёл в основной состав литовской национальной сборной по боксу и благодаря череде удачных выступлений удостоился права защищать честь страны на летних Олимпийских играх в Амстердаме. Тем не менее, на Играх уже в стартовом поединке лёгкой весовой категории по очкам потерпел поражение от француза Жоржа Карканя и сразу же выбыл из борьбы за медали.
Впоследствии полностью посвятил себя шахматам, в 1944 году эмигрировав в Германию, в послевоенные годы в британской оккупационной зоне занимал должность председателя Литовской шахматной ассоциации, а в 1949 году эмигрировал в США, основав в Бостоне собственный шахматный клуб. Многие из воспитанников его клуба добились больших успехов в шахматах, становились победителями международных и национальных турниров. Сам Меркис так же активно выступал на различных соревнованиях, добавив в послужной список несколько престижных титулов и наград. Был капитаном сборной команды штата Массачусетс по шахматам, занимал должность почётного вице-президента Массачусетской шахматной ассоциации. Руководил шахматными отделами газет Darbininkas и Draugas и писал статьи для журнала Šacha Pasaulē.
Умер 21 августа 1980 года в Бостоне в возрасте 75 лет.